# Дойрон, Джули
Джули Дойрон (род. 28 июня 1972, Монктон, Нью-Брансуик) — канадская певица и автор песен акадийского происхождения. Наиболее известна как бас-гитаристка и совокалистка канадской инди-рок группы Eric's Trip с момента её образования в 1990 году. Выпустила десять сольных альбомов, начиная с 1996 года под именем Broken Girl, а также является солисткой группы Julie and the Wrong Guys.

## Карьера
Дойрон начала играть на гитаре (позже переключившись на бас) в Eric’s Trip в возрасте 18 лет, присоединившись к группе по настоянию своего тогдашнего парня, гитариста Eric’s Trip — Рика Уайта. Незадолго до распада группы в 1996 году она выпустила сольный альбом под именем Broken Girl, который последовал за двумя предыдущими 7-дюймовыми EP («Dog Love, Pt.2» и «Nora»), также выпущенными под этим псевдонимом. Все последующие материалы выпускались под её собственным именем. Основала свой собственный лейбл, Sappy Records для издания несколько своих сольных работ. Большая часть сольного материала была написана и исполнена на английском языке, она также выпустила альбом материала на французском языке, Désormais, а также несколько EP на испанском языке.

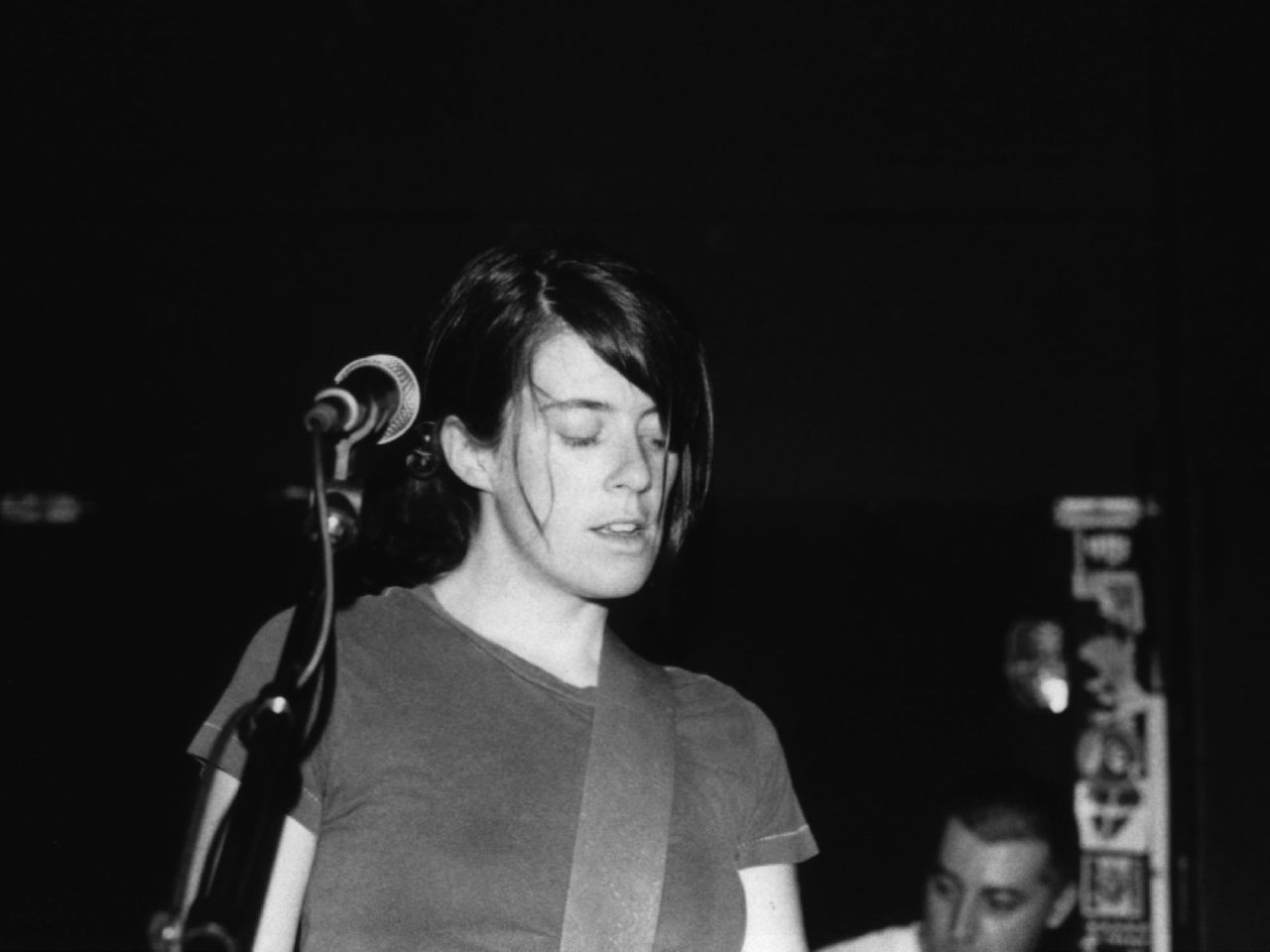
Джули Дойрон играет в составе Eric’s Trip в Саскатуне, 2001 год

 Eric’s Trip воссоединились в 2001 году и с тех пор периодически давали концерты. Джули также выступала в качестве приглашенного музыканта в альбомах The Tragically Hip (2000, Music @ Work), Горд Дауни (2001, Coke Machine Glow, 2003 — Battle of the Nudes и 2010 — The Grand Bounce), и Herman Dune. В 2006 году она помогла запустить SappyFest с Полом Хендерсоном и Джоном Клейтором в качестве продолжения восстановленного лейбла записей Sappy Records. Также выпустила сплит-альбом, записанный в соавторстве с альтернативной кантри-группой Okkervil River, и сотрудничала с Фредериком Сквайром и американским музыкантом Филом Элверумом в 2008 году в альбоме Mount Eerie Lost Wisdom. Играла с инди-рок-группой Shotgun & Jaybird до их распада в 2007 году. Также играла на барабанах в составе недолговечного дуэта с Фредом Сквайром. Первоначально назвавшись «Blue Heeler», они сменили название на «Calm Down Its Monday» и выпустили 7-дюймовый EP на K Records с двумя собственными сольными песнями Джули на оборотной стороне.
Помимо своей музыкальной карьеры, Дойрон является заядлым фотографом, опубликовав книгу-альбом своих фотографий под названием «The Longest Winter» со словами оттавского писателя Иэна Роя. Часто создаёт собственные рекламные фотографии и обложки вместе со своим бывшим мужем, художником Джоном Клейтором.
Её альбом Woke Myself Up был номинирован на Polaris Music Prize 2007 года.
В 2009 году Дойрон рассказала репортеру из The Strand, университетской газеты Торонтского университета, что она и Чад ВанГаален рассматривают возможность совместной работы над альбомом. Джули появилась на треке с EP Вангаалена Soft Airplane B-sides в том же году, но никаких дальнейших новостей, касающихся потенциального сотрудничества с альбомом, выпущено не было.
Во время тура в поддержку альбома 2009 года «I Can Wonder What You Did with Your Day», мэр Бруно, провинция Саскачеван, провозгласил 7 июня 2009 года «Днем Джули Дойрон». В тот день Дойрон дала открытый концерт в местном центре искусств.
За трёхлетний период между I Can Wonder и её альбомом 2012 года «So Many Days» Дойрон несколько раз переезжала, проживая в разное время в Монреале, Торонто и Саквилле. Живя в Торонто, она с трудом сводила концы с концами из-за высокой стоимости жизни в городе и начала преподавать йогу и еженедельно проживать в клубе Saving Gigi, чтобы оплачивать счета. Когда осенью 2012 года был выпущен «So Many Days», она вернулась в Саквилл.
В июле 2014 года песня Дойрона «The Life of Dreams» из альбома «I Can Wonder What You Did with Your Day» появилась в рекламе iPhone.
В 2016 году Дойрон сотрудничала с музыкантами Джоном Маккилом, К. Л. Маклафлином, Майклом К. Дугеем, Джеймсом Андерсоном и Крисом Мини в проекте Weird Lines, чей одноимённый альбом был выпущен на Sappy Futures в июле. Затем она сотрудничала с Имоном МакКгратом, Майком Питерсом и Джеем Шварцером в проекте Julie and the Wrong Guys, который выпустил одноимённый альбом в 2017 году на лейбле Dine Alone. В 2017 и 2018 годах Джули также выпустила несколько EP версий своих собственных ранее записанных песен на испанском языке.
В 2021 году выпустила альбом «I Thought of You». Это первая полноформатная сольная запись за девять лет. Включает участие музыкантов Даниэля Романо и Дэни Плакарда.